# Llista d'asteroides/92101–92200
| Nom     | Designació provisional | Data de descobriment | Lloc de descobriment | Descobridor/s |
| ------- | ---------------------- | -------------------- | -------------------- | ------------- |
| 92101 - | 1999 XY46              | 7 de desembre, 1999  | Socorro              | LINEAR        |
| 92102 - | 1999 XO47              | 7 de desembre, 1999  | Socorro              | LINEAR        |
| 92103 - | 1999 XX49              | 7 de desembre, 1999  | Socorro              | LINEAR        |
| 92104 - | 1999 XA53              | 7 de desembre, 1999  | Socorro              | LINEAR        |
| 92105 - | 1999 XB54              | 7 de desembre, 1999  | Socorro              | LINEAR        |
| 92106 - | 1999 XH55              | 7 de desembre, 1999  | Socorro              | LINEAR        |
| 92107 - | 1999 XH56              | 7 de desembre, 1999  | Socorro              | LINEAR        |
| 92108 - | 1999 XO56              | 7 de desembre, 1999  | Socorro              | LINEAR        |
| 92109 - | 1999 XV57              | 7 de desembre, 1999  | Socorro              | LINEAR        |
| 92110 - | 1999 XM62              | 7 de desembre, 1999  | Socorro              | LINEAR        |
| 92111 - | 1999 XU64              | 7 de desembre, 1999  | Socorro              | LINEAR        |
| 92112 - | 1999 XY69              | 7 de desembre, 1999  | Socorro              | LINEAR        |
| 92113 - | 1999 XE73              | 7 de desembre, 1999  | Socorro              | LINEAR        |
| 92114 - | 1999 XP73              | 7 de desembre, 1999  | Socorro              | LINEAR        |
| 92115 - | 1999 XD74              | 7 de desembre, 1999  | Socorro              | LINEAR        |
| 92116 - | 1999 XU75              | 7 de desembre, 1999  | Socorro              | LINEAR        |
| 92117 - | 1999 XD78              | 7 de desembre, 1999  | Socorro              | LINEAR        |
| 92118 - | 1999 XK81              | 7 de desembre, 1999  | Socorro              | LINEAR        |
| 92119 - | 1999 XW81              | 7 de desembre, 1999  | Socorro              | LINEAR        |
| 92120 - | 1999 XV84              | 7 de desembre, 1999  | Socorro              | LINEAR        |
| 92121 - | 1999 XN87              | 7 de desembre, 1999  | Socorro              | LINEAR        |
| 92122 - | 1999 XT96              | 7 de desembre, 1999  | Socorro              | LINEAR        |
| 92123 - | 1999 XR97              | 7 de desembre, 1999  | Socorro              | LINEAR        |
| 92124 - | 1999 XE104             | 7 de desembre, 1999  | Campo Catino         | Campo Catino  |
| 92125 - | 1999 XP105             | 10 de desembre, 1999 | Oohira               | N. Kawasato   |
| 92126 - | 1999 XX106             | 4 de desembre, 1999  | Catalina             | CSS           |
| 92127 - | 1999 XE107             | 4 de desembre, 1999  | Catalina             | CSS           |
| 92128 - | 1999 XL107             | 4 de desembre, 1999  | Catalina             | CSS           |
| 92129 - | 1999 XP107             | 4 de desembre, 1999  | Catalina             | CSS           |
| 92130 - | 1999 XQ107             | 4 de desembre, 1999  | Catalina             | CSS           |
| 92131 - | 1999 XT107             | 4 de desembre, 1999  | Catalina             | CSS           |
| 92132 - | 1999 XK109             | 4 de desembre, 1999  | Catalina             | CSS           |
| 92133 - | 1999 XL109             | 4 de desembre, 1999  | Catalina             | CSS           |
| 92134 - | 1999 XX111             | 7 de desembre, 1999  | Socorro              | LINEAR        |
| 92135 - | 1999 XR112             | 11 de desembre, 1999 | Socorro              | LINEAR        |
| 92136 - | 1999 XT112             | 11 de desembre, 1999 | Socorro              | LINEAR        |
| 92137 - | 1999 XA113             | 11 de desembre, 1999 | Socorro              | LINEAR        |
| 92138 - | 1999 XK113             | 11 de desembre, 1999 | Socorro              | LINEAR        |
| 92139 - | 1999 XF114             | 11 de desembre, 1999 | Socorro              | LINEAR        |
| 92140 - | 1999 XR114             | 11 de desembre, 1999 | Socorro              | LINEAR        |
| 92141 - | 1999 XQ115             | 5 de desembre, 1999  | Catalina             | CSS           |
| 92142 - | 1999 XG116             | 5 de desembre, 1999  | Catalina             | CSS           |
| 92143 - | 1999 XN116             | 5 de desembre, 1999  | Catalina             | CSS           |
| 92144 - | 1999 XS117             | 5 de desembre, 1999  | Catalina             | CSS           |
| 92145 - | 1999 XE121             | 5 de desembre, 1999  | Catalina             | CSS           |
| 92146 - | 1999 XF122             | 7 de desembre, 1999  | Catalina             | CSS           |
| 92147 - | 1999 XH122             | 7 de desembre, 1999  | Catalina             | CSS           |
| 92148 - | 1999 XU123             | 7 de desembre, 1999  | Catalina             | CSS           |
| 92149 - | 1999 XN124             | 7 de desembre, 1999  | Catalina             | CSS           |
| 92150 - | 1999 XQ124             | 7 de desembre, 1999  | Catalina             | CSS           |
| 92151 - | 1999 XF130             | 12 de desembre, 1999 | Socorro              | LINEAR        |
| 92152 - | 1999 XB132             | 12 de desembre, 1999 | Socorro              | LINEAR        |
| 92153 - | 1999 XM133             | 12 de desembre, 1999 | Socorro              | LINEAR        |
| 92154 - | 1999 XD136             | 13 de desembre, 1999 | Socorro              | LINEAR        |
| 92155 - | 1999 XU137             | 11 de desembre, 1999 | Uccle                | T. Pauwels    |
| 92156 - | 1999 XS139             | 2 de desembre, 1999  | Kitt Peak            | Spacewatch    |
| 92157 - | 1999 XC141             | 3 de desembre, 1999  | Kitt Peak            | Spacewatch    |
| 92158 - | 1999 XW141             | 10 de desembre, 1999 | Socorro              | LINEAR        |
| 92159 - | 1999 XB142             | 12 de desembre, 1999 | Socorro              | LINEAR        |
| 92160 - | 1999 XO144             | 15 de desembre, 1999 | Oohira               | T. Urata      |
| 92161 - | 1999 XV144             | 6 de desembre, 1999  | Kitt Peak            | Spacewatch    |
| 92162 - | 1999 XG151             | 9 de desembre, 1999  | Anderson Mesa        | LONEOS        |
| 92163 - | 1999 XD153             | 7 de desembre, 1999  | Socorro              | LINEAR        |
| 92164 - | 1999 XK153             | 7 de desembre, 1999  | Socorro              | LINEAR        |
| 92165 - | 1999 XW160             | 8 de desembre, 1999  | Socorro              | LINEAR        |
| 92166 - | 1999 XK162             | 13 de desembre, 1999 | Socorro              | LINEAR        |
| 92167 - | 1999 XG166             | 10 de desembre, 1999 | Socorro              | LINEAR        |
| 92168 - | 1999 XV168             | 10 de desembre, 1999 | Socorro              | LINEAR        |
| 92169 - | 1999 XN181             | 12 de desembre, 1999 | Socorro              | LINEAR        |
| 92170 - | 1999 XU183             | 12 de desembre, 1999 | Socorro              | LINEAR        |
| 92171 - | 1999 XC184             | 12 de desembre, 1999 | Socorro              | LINEAR        |
| 92172 - | 1999 XJ185             | 12 de desembre, 1999 | Socorro              | LINEAR        |
| 92173 - | 1999 XM185             | 12 de desembre, 1999 | Socorro              | LINEAR        |
| 92174 - | 1999 XZ189             | 12 de desembre, 1999 | Socorro              | LINEAR        |
| 92175 - | 1999 XP191             | 12 de desembre, 1999 | Socorro              | LINEAR        |
| 92176 - | 1999 XG194             | 12 de desembre, 1999 | Socorro              | LINEAR        |
| 92177 - | 1999 XC196             | 12 de desembre, 1999 | Socorro              | LINEAR        |
| 92178 - | 1999 XQ196             | 12 de desembre, 1999 | Socorro              | LINEAR        |
| 92179 - | 1999 XC200             | 12 de desembre, 1999 | Socorro              | LINEAR        |
| 92180 - | 1999 XO200             | 12 de desembre, 1999 | Socorro              | LINEAR        |
| 92181 - | 1999 XU202             | 12 de desembre, 1999 | Socorro              | LINEAR        |
| 92182 - | 1999 XG203             | 12 de desembre, 1999 | Socorro              | LINEAR        |
| 92183 - | 1999 XE204             | 12 de desembre, 1999 | Socorro              | LINEAR        |
| 92184 - | 1999 XK204             | 12 de desembre, 1999 | Socorro              | LINEAR        |
| 92185 - | 1999 XM204             | 12 de desembre, 1999 | Socorro              | LINEAR        |
| 92186 - | 1999 XP209             | 13 de desembre, 1999 | Socorro              | LINEAR        |
| 92187 - | 1999 XB212             | 13 de desembre, 1999 | Socorro              | LINEAR        |
| 92188 - | 1999 XC213             | 14 de desembre, 1999 | Socorro              | LINEAR        |
| 92189 - | 1999 XM214             | 14 de desembre, 1999 | Socorro              | LINEAR        |
| 92190 - | 1999 XY215             | 13 de desembre, 1999 | Kitt Peak            | Spacewatch    |
| 92191 - | 1999 XO222             | 15 de desembre, 1999 | Socorro              | LINEAR        |
| 92192 - | 1999 XY227             | 15 de desembre, 1999 | Socorro              | LINEAR        |
| 92193 - | 1999 XG230             | 7 de desembre, 1999  | Anderson Mesa        | LONEOS        |
| 92194 - | 1999 XK230             | 7 de desembre, 1999  | Anderson Mesa        | LONEOS        |
| 92195 - | 1999 XP230             | 7 de desembre, 1999  | Anderson Mesa        | LONEOS        |
| 92196 - | 1999 XX233             | 4 de desembre, 1999  | Anderson Mesa        | LONEOS        |
| 92197 - | 1999 XA234             | 4 de desembre, 1999  | Anderson Mesa        | LONEOS        |
| 92198 - | 1999 XH239             | 7 de desembre, 1999  | Catalina             | CSS           |
| 92199 - | 1999 XE240             | 7 de desembre, 1999  | Catalina             | CSS           |
| 92200 - | 1999 XK241             | 12 de desembre, 1999 | Catalina             | CSS           |